# كارلوس إدواردو فيريرا باتيستا
كارلوس إدواردو فيريرا باتيستا (6 أكتوبر 1992 بغيمارايش في البرتغال - ) هو لاعب كرة قدم برتغالي في مركز الدفاع. شارك مع منتخب البرتغال تحت 21 سنة لكرة القدم. أما مع النوادي، فقد لعب مع فيتوريا دي غيماريش ونادي بيلينينسش وA.D. Os Limianos ‏.

## وصلات خارجية
- كارلوس إدواردو فيريرا باتيستا على موقع قاعدة بيانات كرة القدم.إي يو (الإنجليزية)
- كارلوس إدواردو فيريرا باتيستا على موقع Soccerway.com (الإنجليزية)
- كارلوس إدواردو فيريرا باتيستا على موقع AS.com (الإسبانية)